# The Terrace, 1909
The Terrace, 1909 é uma pintura de paisagem de Milly Childers mostrando o terraço dos membros do Palácio de Westminster com sua vista do Rio Tâmisa olhando para a Ponte Lambeth. É mantida pela Parliamentary Art Collection.